# Sekundærrute 521
De Sekundærrute 521 is een secundaire weg in Denemarken. De weg loopt van Vilhelmsborg via Linde en Krunderup naar Holstebro. De Sekundærrute 521 loopt door Midden-Jutland en is ongeveer 25 kilometer lang.